# Jutiapa (Guatemala)
Jutiapa ist eine Stadt in Guatemala und Verwaltungssitz des Departamentos Jutiapa sowie der gleichnamigen 620 km² großen Großgemeinde (Municipio).

## Lage und Klima
Die Stadt liegt etwa 124 km südöstlich von Guatemala-Stadt an den südlichen Ausläufern des zentralen Hochlandes auf 892 m Höhe. Man erreicht Jutiapa von Guatemala-Stadt über die Fernstraße CA 1. Das Klima ist heiß.

## Wirtschaft und Tourismus
In Jutiapa und Umgebung werden die verschiedensten landwirtschaftlichen Produkte erzeugt, darunter Kaffee, Reis, Mais und Bohnen. Von herausragender Bedeutung ist die Viehzucht und die Herstellung von Milch- und Käseprodukten. Das Handwerk konzentriert sich unter anderem auf Erzeugnisse aus Keramik und Palmzweigen sowie auf Lederwaren. Jutiapa ist Handelszentrum für die genannten Produkte. Die Stadt profitiert von der günstigen Lage an der Panamericana und von der Nähe zu El Salvador. Der Tourismus spielt nur eine untergeordnete Rolle. in der Stadt befindet sich das Hauptquartier der 3ª Brigada de Infantería “General Manuel Maximiliano Aguilar Santa Maria” der guatemaltekischen Armee.

## Geschichte
Jutiapa ist seit 1852 Hauptstadt des gleichnamigen Departamentos.